# لاجئون كرد
ظهرت مشكلة اللاجئين الأكراد والنازحين على مدار القرن العشرين في الشرق الأوسط، واستمرت في التواجد حتى يومنا هذا. ولقد كانت عمليات تشريد الأكراد موجودة بالفعل أثناء عهد الدولة العثمانية، بحجة قمع حالات تمرد السكان المحليين، على مدار فترة سيطرة الدولة على منطقة الهلال الخصيب الشمالية والمناطق المجاورة من زاغروس وطوروس. وفي أوائل القرن العشرين، أُجبرت الأقليات المسيحية في الدولة العثمانية على عمليات النزوح الجماعي (وبخاصة أثناء الحرب العالمية الأولى وحرب الاستقلال التركية)، غير أن العديد من الأكراد، أيضًا، عانوا من موقف مماثل؛ حيث تعاونت بعض الاتحادات القبلية الكردية مع العثمانيين، في حين عارض آخرون هذا الأمر وثاروا عليه في مناطق عدة. وفي إطار ذلك، تحول وضع الأكراد المتواجدين في دولة تركيا الحديثة إلى وضع كارثي على مدار فترة عشرينيات القرن العشرين وثلاثينيات القرن العشرين، وفي نفس الوقت، أسفرت عمليات التمرد الكردية التي تتم على نطاق واسع، عن مذابح هائلة وطرد مئات الآلاف. ومنذ سبعينيات القرن العشرين، خلف العنف المتجدد لـ الصراع الكردي التركي 3000000 نازحٍ، لا يزال العديد منهم في حالة تشرد.
في العراق، يسعى الأكراد للحصول على الحكم الذاتي والاستقلال الذي بدأت بوادره تلوح في الأفق بفضل الصراعات المسلحة منذ ثورة محمد البرزنجي 1919. ومع ذلك، أصبحت عمليات التشريد أكثر انتشارًا أثناء الصراع العراقي الكردي وبدأ ظهور برامج التعريب النشطة الموازية التي يتولاها النظام البعثي، والذي يهدف إلى تطهير شمال العراق من الأغلبية الكردية. أصبح عشرات الآلاف من الأكراد مشردين وفروا إلى المناطق التي كانت تشهد حروبًا بعد انتهاء حرب كردستان العراق الأولى وحرب كردستان العراق الثانية في ستينيات القرن العشرين وسبعينيات القرن العشرين. ولقد خلفت الحرب بين إيران والعراق التي استمرت من عام 1980 إلى عام 1988، وحرب الخليج الأولى وحركات التمرد اللاحقة جميعًا ملايين عدة من اللاجئين الأكراد بالدرجة الأولى، حيث وجد معظمهم في إيران ملجأ لهم، في حين تفرق آخرون في الشتات الكردي بأوروبا والأمريكتين. ووفرت إيران وحدها ملجأً يأوي 1400000 لاجئ عراقي، معظمهم من الأكراد، الذين اجتثوا من ديارهم كنتيجة لحرب الخليج الفارسي (1990–91) وحركات التمرد اللاحقة.
في الوقت الحالي، تتألف نسبة كبيرة من سكان الأكراد من اللاجئين الأكراد والنازحين وذويهم. ولا يزال اللاجئون أنفسهم يشكلون نسبة كبيرة من الأكراد الإيرانيين والسوريين. ومؤخرًا، تم الإعلان عن منح المجتمع الكردي السوري حقوقًا مدنية كجزء من عمليات الإصلاح التي قام بها بشار الأسد، وكمحاولة لتهدئة الانتفاضة السورية عام 2011. ومع ذلك، أشارت جماعات حقوق الإنسان أنه لم يحصل سوى 3000 من الأكراد العديمي الجنسية من أصل 200000 على صفة رسمية بسوريا.

## أزمات اللاجئين

#### الحرب الكردية العراقية الثانية وحملة التعريب بشمال العراق
على مدار عقود، حرص صدام حسين على «تعريب» منطقة شمال العراق. وقام العرب السنيين بطرد ما لا يقل عن 70000 كردي من الجزء الغربي من مدينة الموصل. وفي الوقت الحاضر، أصبحت منطقة شرق الموصل كردية وغرب الموصل تضم العرب السنيون.

#### حرب الخليج العربي وحالات التمرد التي ترتبت عليها
في عام 1991، عندما شرع صدام في قمع تمرد الأكراد في الشمال وبدأ ظهور المذابح التي يتعرض لها شعب الأكراد، انتهت تركيا إلى استضافة 550000 من أكراد العراق في أيام معدودة. وبعد انتفاضة 1991 التي قام بها الشعب العراقي ضد صدام حسين، اضطر العديد من الأكراد إلى الفرار من البلاد ليصبحوا بذلك لاجئين في المناطق الحدودية لإيران وتركيا. وفُرض الحظر الجوي في المنطقة الشمالية بعد حرب الخليج الأولى عام 1991 لتسهيل عودة اللاجئين الأكراد.

#### حرب العراق عام 2003
حاولت سياسات التكريد التي ينتهجها الحزب الديمقراطي الكردستاني والاتحاد الوطني الكردستاني (PUK) بعد عام 2003 عكس اتجاه التعريب المتبع سابقًا، مع عدم الضغط على أيٍ من الأكراد للانتقال من البلاد، وبخاصة المسيحيين الآشوريين وتركمان العراق، حيث تسببت تلك السياسات في ظهور مشاكل خطيرة بين الأعراق المختلفة.

### عمليات النزوح أثناء الصراع الكردي العراقي (منذ عام 1978 إلى الوقت الحاضر)
وصل إجمالي عدد النازحين (معظمهم من الأكراد) أثناء الصراع الكردي التركي إلى 3000000 نازحٍ، ولا يزال نحو 1000000 منهم مشردين داخليًا اعتبارًا من 2009.

### مخيم مقبل (مقبلة) للاجئين
بعد أحداث 2004 التي وقعت في مدينة القامشلي، فر العشرات الأكراد من سوريا إلى منطقة إقليم كردستان العراق في محافظة دهوك قضاء سميل
.المخيم تاسس في 10.4.2004.. وقامت السلطات المحلية هناك، ومفوضية الأمم المتحدة لشؤون اللاجئين (UNHCR) وغيرها من الوكالات التابعة للأمم المتحدة بإنشاء مخيم مقبلة في قاعدة عسكرية سابقة بالقرب من دهوك.
المخيم كان عبارة عن خيم مهترية تفتقر لابسط سبل العيش حيث لم يكن هنالك ماء ولا كهرباء بل خدمات بسيطة وشحيحة
```
المخيم باق إلى تاريخ كتابة هذا المنشور
```

### الانتفاضة السورية
في استجابةٍ للأزمة السورية، أنشأت الحكومة الإقليمية الكردية ومفوضية الأمم المتحدة لشؤون اللاجئين (UNHCR) مخيم دوميز للاجئين، عبر الحدود من الأراضي الكردية السورية بمنطقة إقليم كردستان العراق المتمتع بحكم شبه ذاتي. ويتسع المخيم، الذي يتكون غالبيته من الأكراد، لآلاف الأكراد السوريين، حيث يوفر المأوى والرعاية الطبية. ويوفر أحد المخيمات القريبة للرجال خيار التدريب العسكري، بقصد حماية الأراضي التي يسيطر عليها الأكراد بسوريا.

## الشتات الكردي خارج الشرق الأوسط
في السنوات الأخيرة، استقر العديد من طالبي اللجوء الأكراد من إيران والعراق في المملكة المتحدة (وبخاصة في مدينة ديوسبري وفي بعض المناطق الشمالية بـ لندن)، الأمر الذي تسبب في بعض الأحيان في إثارة جدل إعلامي حول حقهم في البقاء. ولقد كانت هناك حالات توتر بين الأكراد والمجتمع المسلم المتواجد بمدينة ديوسبري، تلك المدينة التي تعتبر موطنًا للمساجد التقليدية للغاية مثل مسجد مركزي.
وتوجه العديد من الأكراد في هجرة واسعة إلى أمريكا الشمالية، والذين هم في الأساس لاجئون سياسيون ومهاجرون يسعون للحصول على فرصة اقتصادية. ومن المعروف أن ما يقدر بنحو 100000 كردي يعيشون في الولايات المتحدة، مع تواجد 50000 في كندا وأقل من 15000 في أستراليا.

## الجماعات العرقية الدينية ذات الصلة

### اليهود الأكراد
تم إجلاء تقريبًا كافة يهود الأكراد بشمال العراق، الذين وصل عددهم إلى 30000 عام 1950، إلى إسرائيل أثناء عملية عزرا ونحميا. ويحدد جزء كبير من هؤلاء اليهود أنفسهم بوصفهم جزءًا من الأمة الكردية، على الرغم من أصلهم العرقي وديانتهم اليهودية، في حين لا يزال البعض الآخر يعتبرون أنفسهم أكرادًا. ودفعت الحكومة العراقية 150000 من اليهود العراقيين والأكراد معًا لمغادرة البلاد عام 1950، إلا أن أصدرت أخيرًا أمرًا عام 1950 والذي يتضمن "طرد اليهود الذين رفضوا التوقيع على بيان معاداة الصهيونية من البلاد. وشكل عددٌ كبيرٌ من يهود الأكراد موجة فرار اليهود من إيران في خمسينيات القرن العشرين، مع بقاء فقط المجتمعات الصغيرة اليوم في سنندج ومهاباد. وتم إيواء معظم اليهود الأكراد القادمين حديثًا في مخيمات انتقالية إسرائيلية، تعرف باسم معبروت، وأدرجت في وقت لاحق في المستوطنات الحديثة. واليوم يشكلون وذووهم جزءًا كبيرًا من المجتمع اليهودي الكردي القوي في إسرائيل؛ حيث يتراوح عددهم من 150000-200000.

### اليزيديون
وصل ما يقرب من 50000 لاجئ يزيدي قادمين من العراق إلى سوريا أثناء حرب العراق.